# Биела (Черногория)
Бие́ла — небольшой городок в Черногории на берегу Которского залива Адриатического моря. Расположен в муниципалитете Херцег-Нови, через пролив от города Тиват, примерно в 9 км от Тиватского аэропорта.
Население составляет 3 748 человек по переписи населения 2003 года.
Существует версия, что живший в XVI веке папа римский Сикст V происходил из семьи выходцев из района Биела. Как отмечал писатель Андрия Змаевич, отец будущего папы, Пьержентиль ди Джакомо, родился в деревне Биельске Крушевиче возле Биелы и переехал в Италию, чтобы спастись от османского завоевания.

## Судоремонтная верфь
В Биеле находится Ядранско бродоградилиште Биела — крупнейшая в Черногории судоремонтная верфь, осуществляющая техническое обслуживание и ремонт судов.
В декабре 2001 года турбо-электрический автомобильный паром Александр Македонский был отбуксирован на судоремонтный завод для переоборудования в круизное судно, однако проект застопорился, и судно покинуло верфь лишь в январе 2005 года, с помощью греческого буксира.